# Przytulinka krzyżowa
Przytulinka krzyżowa, przytulia krzyżowa (Cruciata laevipes Opiz) – gatunek roślin z rodziny marzanowatych. Występuje w Europie z wyjątkiem jej północnej części, poza tym w południowo-zachodniej i środkowej Azji. W Polsce ma liczne stanowiska na południu na obszarach podgórskich, na wschodzie rośnie w rozproszeniu na dość licznych stanowiskach, zaś w pozostałej części kraju znany jest z pojedynczych stanowisk.

## Morfologia

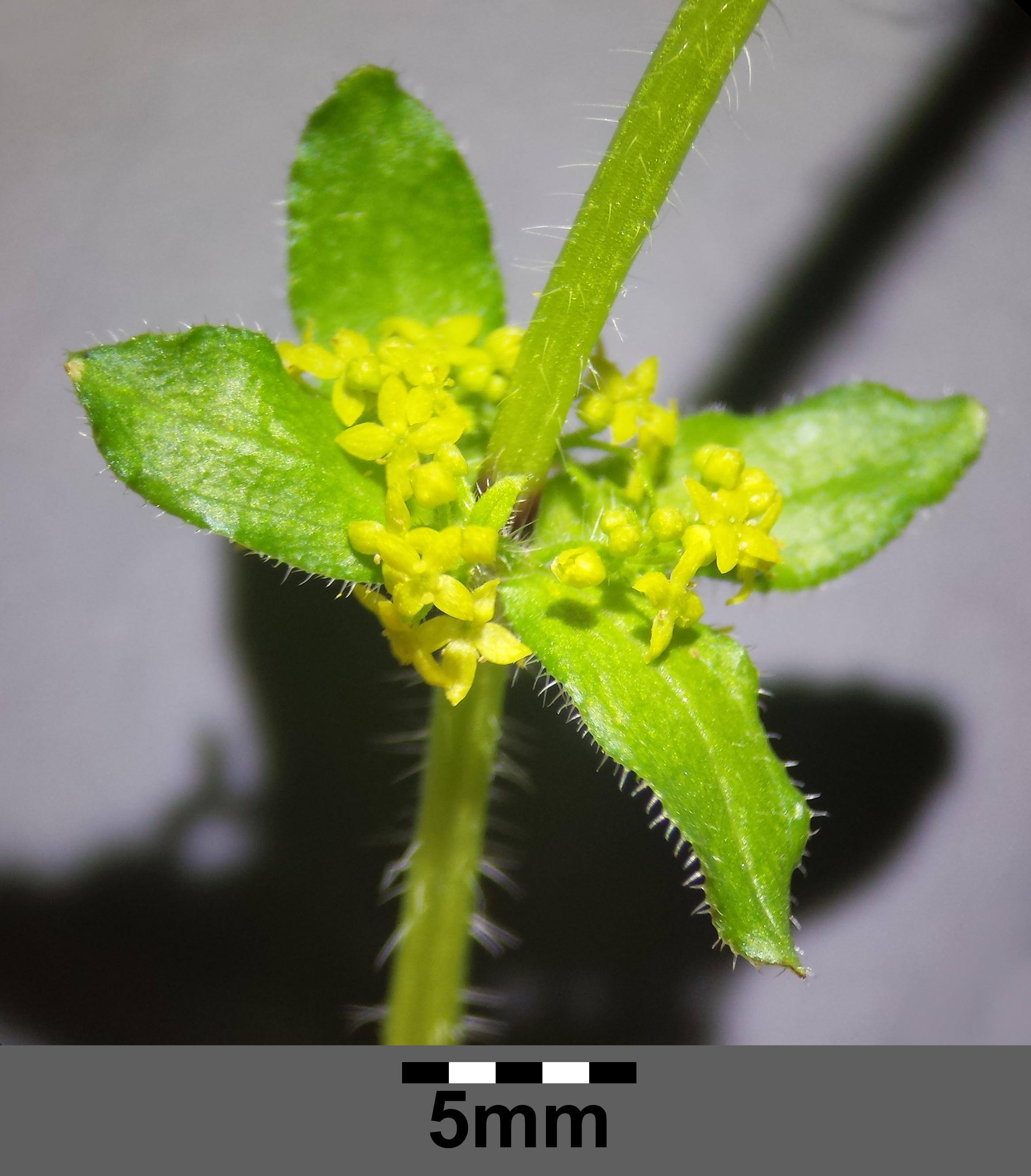
Kwiatostan

ŁodygaWiele podnoszących się lub wzniesionych, czterokanciastych, łodyg o wysokości 0,2–1,2 m. Są one na całej długości owłosione włoskami dłuższymi od średnicy łodygi.
LiścieUlistnienie okółkowe, w okółkach zawsze po 4 liście o 3 podłużnych nerwach. Są eliptyczne lub jajowate, żółtozielone. Cała blaszka liściowa, a szczególnie na brzegach owłosiona długimi włoskami.
KwiatyŻółtozielone, wyrastające na owłosionych gałązkach z przysadek w kątach liści. Są mieszanopłciowe; część kwiatów jest obupłciowa, część wyłącznie męska.
OwocNagi, drobno pomarszczony.

## Biologia i ekologia
Bylina, hemikryptofit. Kwitnie od kwietnia do czerwca. Rośnie na świetlistych łąkach, obrzeżach zarośli i lasów. Liczba chromosomów 2n = 22. Kwiaty równoczesne, zapylane przez błonkówki. Gatunek charakterystyczny dla związku (All.) Aegopodion podagrariae.

## Systematyka
W obrębie gatunku wyróżnia się dwa podgatunki:
- Cruciata laevipes subsp. laevipes
- Cruciata laevipes subsp. sajanensis Stepanov